# Torrent de Junyent
El torrent de Junyent és un afluent per la dreta de la Riera de Canalda.
Neix a 1.365 m d'altitud, sota la roca de Canalda i pren la direcció N-S. 150 m després creua la carretera de Coll de Jou a  Cambril d'Odèn a l'alçada del km 37,2 i 175 m més avall passa per l'oest de la Casanova de Canalda que li queda a 200 m a vol d'ocell. Poc menys de mig km més avall és el poble deCanalda el que deixa a l'est distant a uns 650 m tot agafant la direcció NE-SW. 600 m després arriba a l'alçada del bosc de  Cavallera que deixa a la seva dreta.
Uns 1.200 m després, quan ja porta recorreguts uns dos km i mig, rep per la seva dreta les aigües de la rasa d'Esplugapalla, a 940 m d'altitud i torna a agafar la direcció N-S però uns 800 m més avall topa amb el cingle de Sant Julià, a l'estrep meridional de la serra de Canalda que l'obliga a agafar de nou la direcció NE-SW (amb alguns trams de direcció E-W). Quan porta mig km resseguint la base del cingle, passa a 250 m (vol d'ocell) al nord de la masia de  Soldevila que s'aixeca dalt la cinglera. Poc menys d'un km després deixa enrere el cingle i torna a agafar la direcció N-S.  Soldevila li queda a l'est a uns 350 m (sempre calculats a vol d'ocell) i la masia de  Junyent que li dona nom, a l'altra banda a uns 450 m de distància. Llavors només li queda poc més de 250 m per a desguassar a la riera de Canalda, a Fonts Caldes, a 786 m d'altitud.